# Hrabstwo Campaspe
Hrabstwo Campaspe – obszar samorządu lokalnego (ang. local government area) w Australii, w północnej części stanu Wiktoria. Liczy ok. 38,8 tysiąca mieszkańców (2009) i zajmuje powierzchnię 4517 km². Siedzibą władz hrabstwa jest Echuca.
Hrabstwo zostało utworzone 18 listopada 1994 roku, w wyniku przeprowadzonej wówczas w stanie Wiktoria reformy administracyjnej. Jego dzisiejsze granice zostały ustalone 27 stycznia 1995 roku. Władzę ustawodawczą sprawuje dziewięcioosobowa rada, która wybiera spośród swego grona burmistrza hrabstwa. Za bieżące kierowanie administracją hrabstwa odpowiada jednak jego dyrektor wykonawczy, powoływany przez radę spoza grona radnych.
W celu identyfikacji samorządu Australian Bureau of Statistics wprowadziło czterocyfrowy kod dla Hrabstwa Campaspe – 1370.